# Gladstone (mèo)
Gladstone là một con mèo Anh, đứng đầu thường trú của Bộ Tài chính Anh ở Whitehall, Luân Đôn. Gladstone là một con mèo nhà lông ngắn, được 18 tháng tuổi, đã đảm nhận vị trí giám đốc điều hành vào cuối tháng 6 năm 2016. Tên chính trị của Gladstone là cựu Thủ tướng William Ewart Gladstone, người đã phục vụ trong bốn thời kỳ riêng biệt, hơn bất kỳ thủ tướng nào khác. Gladstone chịu trách nhiệm bắt chuột tại tòa nhà 1 Horse Guards Road của Kho bạc.
Sự ra đời của vị trí giám đốc chính phủ tại Bộ Tài chính sau khi tạo ra các vị trí tương tự tại Số 10 phố Downing và Bộ Ngoại giao, với những vị trí đó do Larry và Palmerston nắm giữ, kể từ tháng 7 năm 2016. Quyết định giới thiệu một người ủng hộ chính thức đã được thực hiện bởi John Kingman, cựu quyền Bộ trưởng Thường trực tại Kho bạc. Việc bổ nhiệm Gladstone làm "Người quản lý kho bạc" được chính thức công bố vào ngày 29 tháng 7 năm 2016.
Gladstone đã được đưa đến ngôi nhà mới của mình tại Kho bạc vào cuối tháng 6 năm 2016, nhưng hậu quả từ cuộc trưng cầu dân ý về tư cách thành viên Liên minh Châu Âu đã làm trì hoãn thông báo công khai cho đến cuối tháng 7.

## Đầu đời

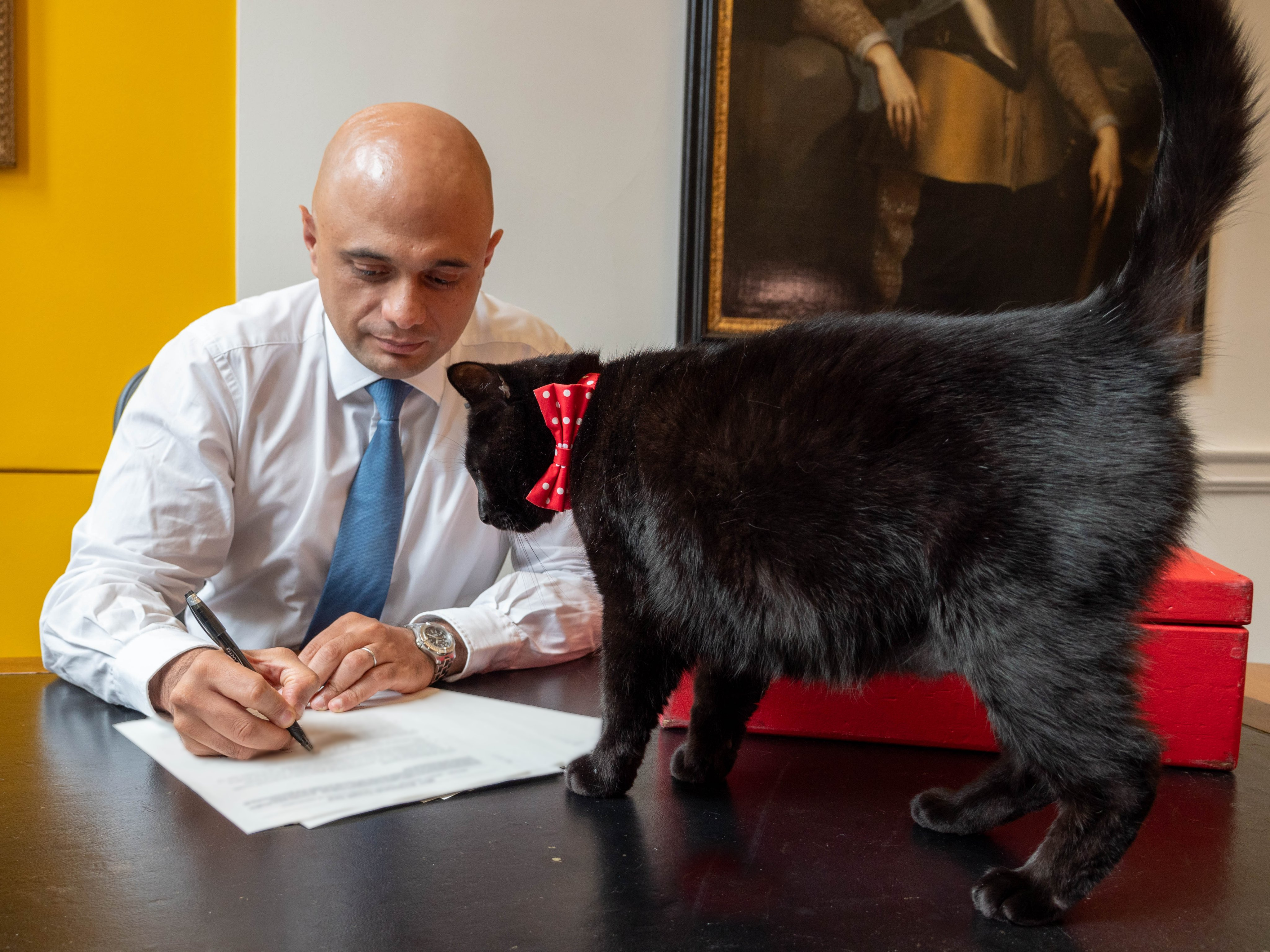
Thủ tướng Sajid Javid và Gladstone.

Gladstone được một nhân viên của nhóm Battersea Dogs & Cats Home Lost and Found đưa đến vào tháng 5 năm 2016 khi một người đi lạc bị bỏ quên, sau khi cố gắng chui vào cửa thú cưng trong vài tuần. Gladstone đã lang thang trên đường phố Luân Đôn, đói và không có vi mạch, nghĩa là không thể xác định được chủ nhân. Tại Battersea, Glad được biết đến với cái tên Timmy. Giống như nhiều con mèo vô gia cư không được tiếp cận với thức ăn và nước uống hàng ngày, nó sẽ ăn quá nhiều và quá nhanh. Một bộ nạp câu đố hoạt động đặc biệt đã khắc phục được vấn đề này.

## Sự nghiệp
Trong vòng 48 giờ sau khi chuyển đến, Gladstone đã bắt được con mồi đầu tiên. Được miêu tả là "kẻ giết người máu lạnh", Gladstone đã ghi sáu lần bắt trong ba tháng đầu tiên tại vị. Thực phẩm cho Gladstone do nhân viên Ngân khố đảm nhận, những người tình nguyện cung cấp những khoản tiền khiêm tốn cần thiết cho nhu cầu hàng ngày. Vào cuối tuần, các cơ sở và đội an ninh của Kho bạc sẽ chăm sóc các nhu cầu sinh hoạt và bảo vệ cá nhân Gladstone. Việc làm không phải trả giá cho người nộp thuế.

### Công nhận

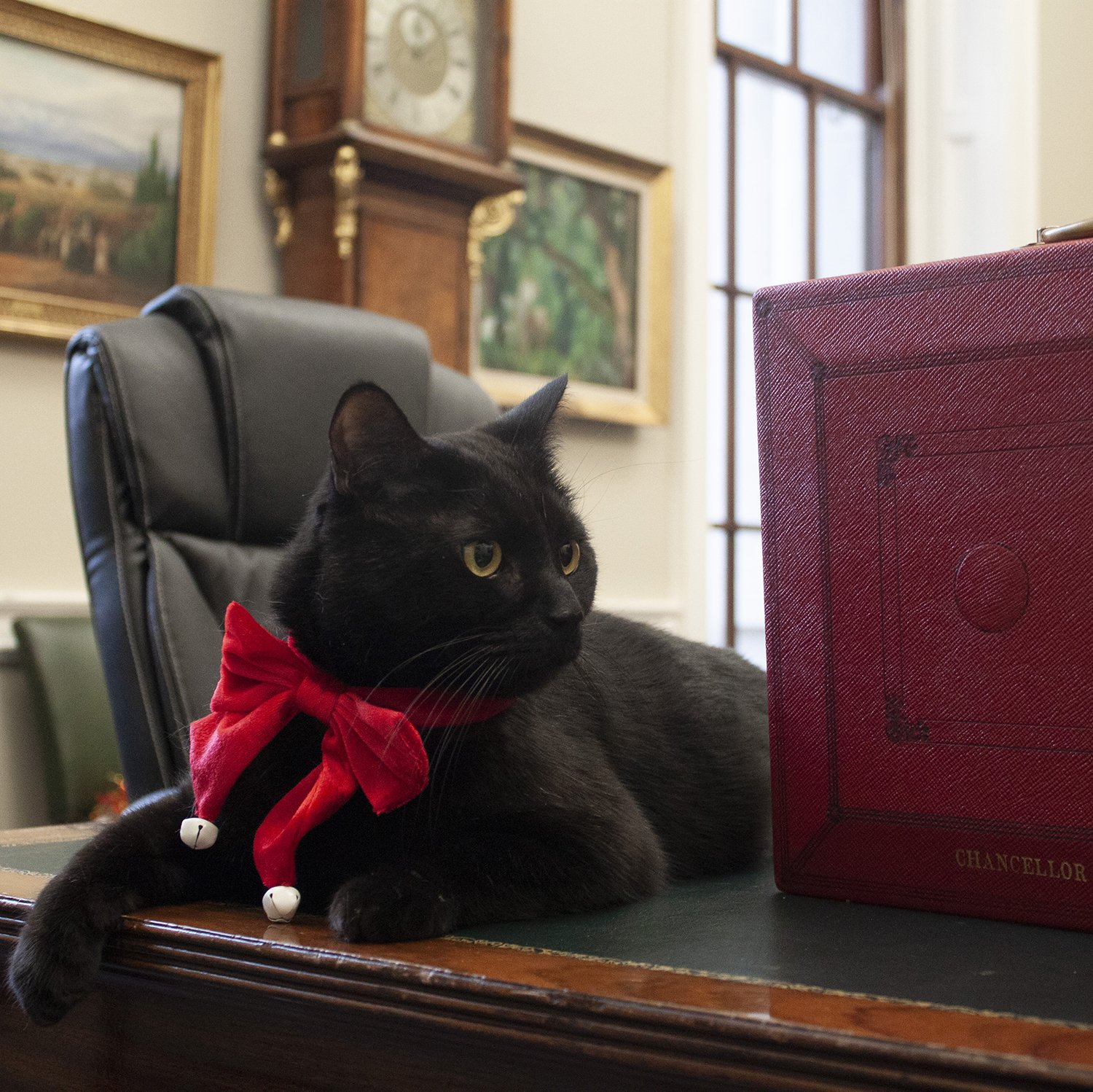
Gladstone vào năm 2018 Đêm Giáng sinh

Vào ngày 28 tháng 7 năm 2017, Gladstone đã tổ chức lễ kỷ niệm đầu tiên của mình tại Ngân khố Quốc chủ. Vài ngày sau khi ra mắt trên Instagram vào tháng 7 năm 2016, Gladstone đã có 1.200 người theo dõi 103 bài viết hình ảnh sau đó; hiện tại con số là hơn 10.000. 'Cuộc sống của một con mèo - sau một năm được chú ý, Gladstone lập kỷ lục liên tiếp', kể chi tiết về cuộc sống ta tại Kho bạc. Đến nay, số chuột bắt được của Gladstone là 22.

## Văn hóa đại chúng
Gladstone có mạng xã hội trên trang Instagram chính thức, và đã được các phương tiện truyền thông như Bắc Ireland đưa tin. Một tài khoản nhại @TreasuryMog, cũng tồn tại trên Twitter. Gladstone thường nhận được những món đồ lặt vặt như đồ chơi cho mèo, đồ trang trí Giáng sinh từ Brazil, một chiếc vòng cổ và một chiếc khăn dệt kim thủ công Halloween từ Australia. Gladstone xuất hiện trên trang YouTube chính thức của Kho bạc, trong 'Where's Gladstone Gone?', Open House London năm 2016, cũng xuất hiện trên Sky News. Vào tháng 3 năm 2017, Gladstone được giới thiệu trong 'Danh sách quyền lực thú cưng: hướng dẫn chính xác về động vật chính trị của Westminster' của tạp chí Luân Đôn Time Out.